# مشاقيات
المَشَّاقِيَّات أو المحار المروحي أو المشطيات المحار الصدفي أو إسقلوب (الاسم العلمي: Pectinidae)، فصيلة رخويات بحرية من رتبة المشطاوات. توجد في جميع محيطات العالم. الإسقلوب هو اسم يطلق أيضًا على فصائل أخرى وأيضًا على الفقاحة.

## الأجناس
من أجناسها:
- حنيت
- مشَّاق